# حمض النفلميك
حمض النفلميك (بالإنجليزية: Niflumic acid )‏ عبارة عن عقار يستخدم للآلام المفاصل والعضلات.